# Карраль
Карраль (гал. Carral, ісп. Carral) — муніципалітет в Іспанії, у складі автономної спільноти Галісія, у провінції Ла-Корунья. Населення — 5770 осіб (2009).
Муніципалітет розташований на відстані близько 497 км на північний захід від Мадрида, 15 км на південь від Ла-Коруньї.
Муніципалітет складається з таких паррокій: Вейра, Каньяс, Палео, Кембре, Сергуде, Суміо, Табеайо, Віго.

## Демографія
Динаміка населення (INE ):

## Галерея зображень

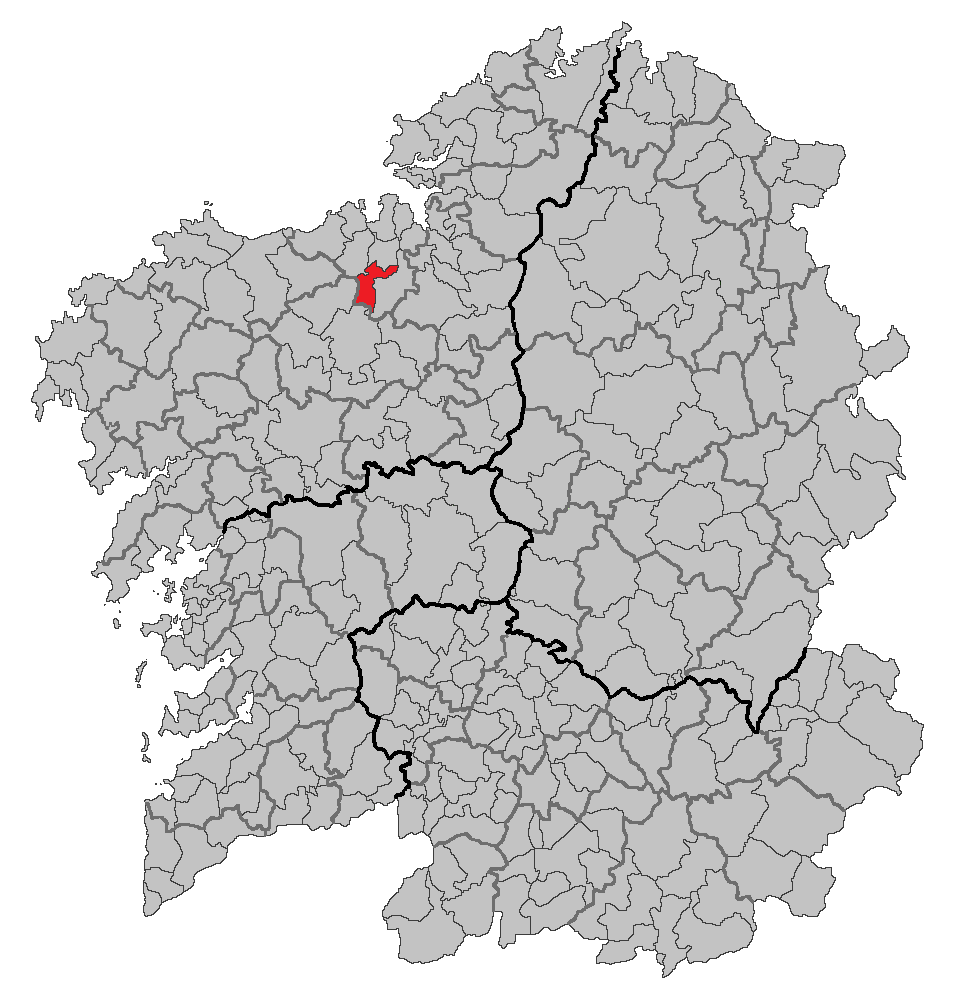
Розташування муніципалітету
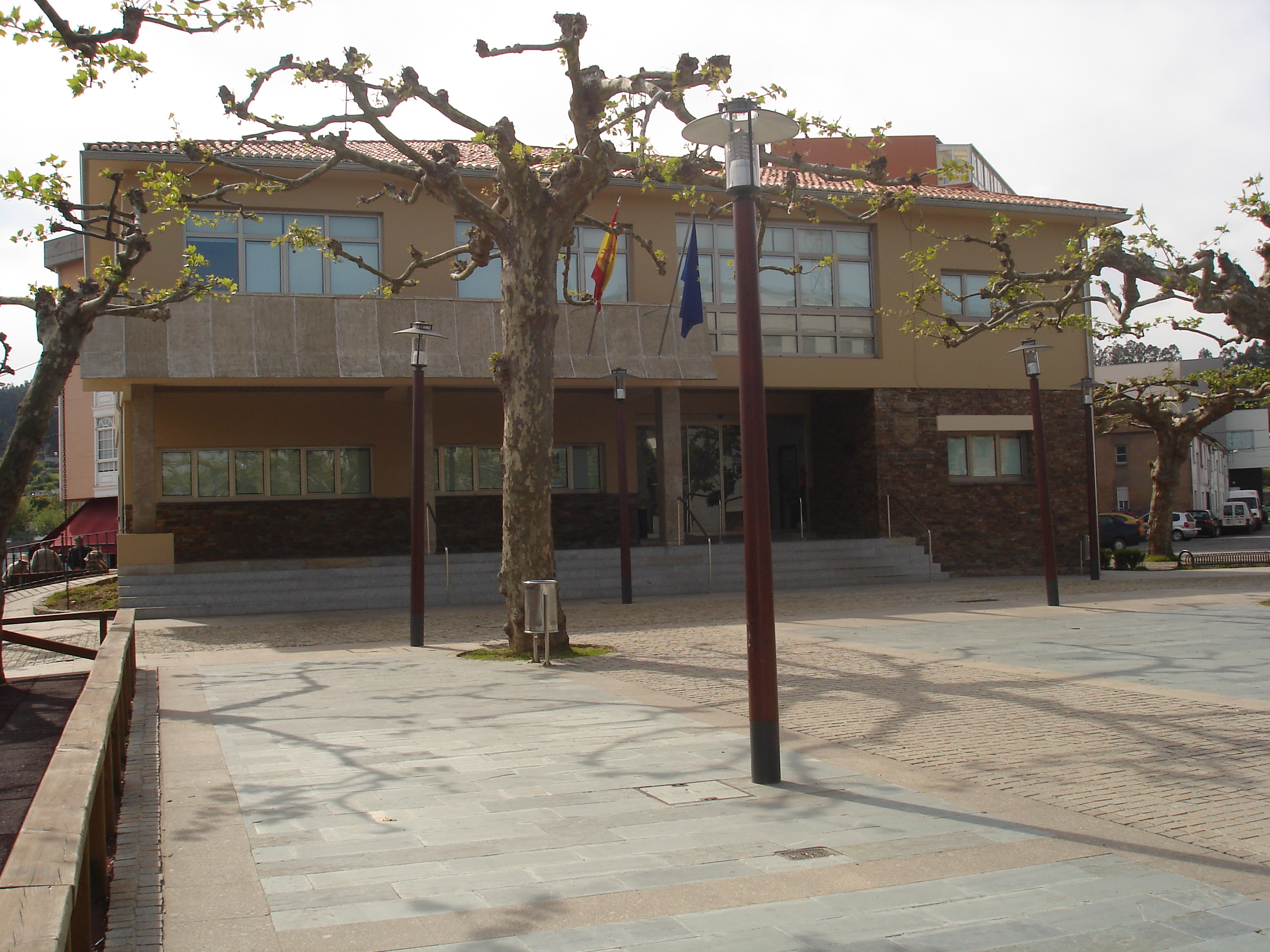
Будинок муніципальної ради